# Giovanni Bernardo di Lippe-Detmold
Giovanni Bernardo di Lippe-Detmold (Brake, 18 ottobre 1613 – Detmold, 10 giugno 1652) è stato Conte di Lippe-Detmold.

## Biografia
Egli era il figlio secondogenito del Conte Simone VII di Lippe-Detmold e della Contessa Anna Caterina di Nassau-Wiesbaden-Idstein (1590-1622). Alla morte del padre, succedette al nipote Simone Filippo, figlio di suo fratello Simone Luigi divenendo Conte di Lippe-Detmold, dal 1650 al 1652.
Non contrasse mai matrimonio e morì senza eredi, lasciando la successione della contea al fratello minore Ermanno Adolfo.

## Ascendenza
|                                                  |                                           |                                           | Genitori                                      |  |  | Nonni |  |  | Bisnonni                      |  |  | Trisnonni                |  |
|                                                  |                                           |                                           |                                               |  |  |       |  |  | Bernardo VIII, conte di Lippe |  |  | Simone V, conte di Lippe |  |
|                                                  |                                           |                                           |                                               |  |  |       |  |  | Bernardo VIII, conte di Lippe |  |  | Simone V, conte di Lippe |  |
|                                                  |                                           | Maddalena di Mansfield-Mittelort          |                                               |  |  |       |  |  | Bernardo VIII, conte di Lippe |  |  |                          |  |
| Simone VI, conte di Lippe                        |                                           |                                           |                                               |  |  |       |  |  | Bernardo VIII, conte di Lippe |  |  |                          |  |
|                                                  |                                           | Caterina di Waldeck-Eisenberg             | Filippo III, conte di Waldeck-Eisenberg       |  |  |       |  |  |                               |  |  |                          |  |
|                                                  |                                           | Caterina di Waldeck-Eisenberg             | Filippo III, conte di Waldeck-Eisenberg       |  |  |       |  |  |                               |  |  |                          |  |
|                                                  |                                           | Caterina di Waldeck-Eisenberg             | Anna di Kleve                                 |  |  |       |  |  |                               |  |  |                          |  |
| Simone VII, conte di Lippe-Detmold               |                                           | Caterina di Waldeck-Eisenberg             |                                               |  |  |       |  |  |                               |  |  |                          |  |
|                                                  |                                           | Otto IV, conte di Holstein-Schaumburg     | Jobst I, conte di Holstein-Schauenburg        |  |  |       |  |  |                               |  |  |                          |  |
|                                                  |                                           | Otto IV, conte di Holstein-Schaumburg     | Jobst I, conte di Holstein-Schauenburg        |  |  |       |  |  |                               |  |  |                          |  |
|                                                  |                                           | Otto IV, conte di Holstein-Schaumburg     | Maria di Nassau-Siegen                        |  |  |       |  |  |                               |  |  |                          |  |
| Elisabetta di Holstein-Schaumburg                |                                           | Otto IV, conte di Holstein-Schaumburg     |                                               |  |  |       |  |  |                               |  |  |                          |  |
|                                                  |                                           | Elisabetta Ursula di Brunswick-Lüneburg   | Ernesto I, duca di Brunswick-Lüneburg         |  |  |       |  |  |                               |  |  |                          |  |
|                                                  |                                           | Elisabetta Ursula di Brunswick-Lüneburg   | Ernesto I, duca di Brunswick-Lüneburg         |  |  |       |  |  |                               |  |  |                          |  |
|                                                  |                                           | Elisabetta Ursula di Brunswick-Lüneburg   | Sofia di Meclemburgo-Schwerin                 |  |  |       |  |  |                               |  |  |                          |  |
| Giovanni Bernardo, conte di Lippe-Detmold        |                                           | Elisabetta Ursula di Brunswick-Lüneburg   |                                               |  |  |       |  |  |                               |  |  |                          |  |
|                                                  | Balthasar, conte Nassau-Wiesbaden-Idstein | Filippo I, conte Nassau-Wiesbaden-Idstein |                                               |  |  |       |  |  |                               |  |  |                          |  |
|                                                  | Balthasar, conte Nassau-Wiesbaden-Idstein | Filippo I, conte Nassau-Wiesbaden-Idstein |                                               |  |  |       |  |  |                               |  |  |                          |  |
|                                                  | Balthasar, conte Nassau-Wiesbaden-Idstein | Adriana di Glymes                         |                                               |  |  |       |  |  |                               |  |  |                          |  |
| Giovanni Luigi I, conte Nassau-Wiesbaden-Idstein | Balthasar, conte Nassau-Wiesbaden-Idstein |                                           |                                               |  |  |       |  |  |                               |  |  |                          |  |
|                                                  |                                           | Margherita di Isenburg-Büdingen-Birstein  | Rainardo, conte di Isenburg-Büdingen-Birstein |  |  |       |  |  |                               |  |  |                          |  |
|                                                  |                                           | Margherita di Isenburg-Büdingen-Birstein  | Rainardo, conte di Isenburg-Büdingen-Birstein |  |  |       |  |  |                               |  |  |                          |  |
|                                                  |                                           | Margherita di Isenburg-Büdingen-Birstein  | Elisabetta di Waldeck-Wildungen               |  |  |       |  |  |                               |  |  |                          |  |
| Anna Caterina di Nassau-Wiesbaden-Idstein        |                                           | Margherita di Isenburg-Büdingen-Birstein  |                                               |  |  |       |  |  |                               |  |  |                          |  |
|                                                  |                                           | Giovanni VI, conte di Nassau-Dillenburg   | Guglielmo I, conte di Nassau-Dillenburg       |  |  |       |  |  |                               |  |  |                          |  |
|                                                  |                                           | Giovanni VI, conte di Nassau-Dillenburg   | Guglielmo I, conte di Nassau-Dillenburg       |  |  |       |  |  |                               |  |  |                          |  |
|                                                  |                                           | Giovanni VI, conte di Nassau-Dillenburg   | Giuliana di Stolberg-Wernigerode              |  |  |       |  |  |                               |  |  |                          |  |
| Maria di Nassau-Dillenburg                       |                                           | Giovanni VI, conte di Nassau-Dillenburg   |                                               |  |  |       |  |  |                               |  |  |                          |  |
|                                                  |                                           | Elisabetta di Leuchtenberg                | Giorgio III, langravio di Leuchtenberg        |  |  |       |  |  |                               |  |  |                          |  |
|                                                  |                                           | Elisabetta di Leuchtenberg                | Giorgio III, langravio di Leuchtenberg        |  |  |       |  |  |                               |  |  |                          |  |
|                                                  |                                           | Elisabetta di Leuchtenberg                | Barbara di Brandenburgo-Ansbach-Kulmbach      |  |  |       |  |  |                               |  |  |                          |  |
|                                                  |                                           | Elisabetta di Leuchtenberg                |                                               |  |  |       |  |  |                               |  |  |                          |  |